# Cercle Hermaphroditos
Le Cercle Hermaphroditos a été la première organisation informelle connue de défense des droits  des personnes transgenres aux États-Unis, fondée en 1895 à New York « afin de s'unir pour la défense contre la persécution acharnée du monde ». Le groupe s'est rencontré pour la première fois au Paresis Hall (en), également appelé Columbia Hall, ou simplement « le Hall », qui était un centre de la vie nocturne homosexuelle à New York. Là, des travailleurs du sexe masculins sollicitaient des clients sous une apparence efféminée[réf. nécessaire].
À cette époque aux États-Unis, le travestissement était socialement inacceptable et constituait un crime punissable. Des lieux comme Paresis Hall permettaient à des « imitateurs féminins instinctifs »,  des personnes dites androgynes, des queens (en) (« reines »), des fairies (« fées ») ou des  Uraniens autoproclamés pouvaient se rassembler et se sentir plus libres de s'exprimer et de socialiser avec des personnes similaires,. Tous ces mots des époques victorienne et édouardienne – avec leurs propres nuances de sens – pouvaient désigner des personnes qui étaient nées de sexe masculin, qui se sentaient au moins en partie femmes dans leur esprit et qui préféraient avoir des relations sexuelles avec des hommes ; des personnes qui aujourd'hui pourraient se qualifier de femmes transgenres, de personnes non binaires, d'hommes homosexuels efféminés ou encore de femboys, dans le langage des communautés queer contemporaines,,.
La nature du Paresis Hall à cette époque est aujourd'hui connue des historiens à partir de diverses sources. Cependant, le Cercle Hermaphroditos n'est connu principalement que grâce à l'autobiographie d'une « imitatrice féminine instinctive », Jennie June, qui en fournit la principale description survivante. June dit que tous les membres du groupe ne se connaissaient que sous des pseudonymes, pour des raisons de sécurité. De plus, June avance également que la majorité du groupe était ultra-androgyne et qu'elle se serait toujours habillée en femme dans sa vie quotidienne si la loi le permettait. Le groupe était dirigé par une personne utilisant le pseudonyme Roland Reeves. Il reste peu de traces de l'existence du Cercle aujourd'hui, en dehors de l'autobiographie de June. Si des brochures ont pu être publiées, aucune n'est encore connue des historiens. Pour cette raison, certains historiens se sont demandés si le Cercle avait réellement existé.
Le Cercle est considéré par l'historienne Susan Stryker comme « la première organisation informelle connue aux États-Unis se préoccupant de ce que nous pourrions aujourd'hui appeler les questions de justice sociale transgenre ».

## Descriptions de Jennie June
Parmi les connaissances actuelles dont nous disposons, la plupart proviennent des écrits de l’activiste Jennie June, qui comportent des souvenirs de conversations, d’événements, d’activisme, ou encore d'autres éléments.
À propos des membres, June note : « Les hermaphrodites étaient au nombre d'une vingtaine. Tous étaient des ultra-androgynes très cultivés, dont l'âge variait de dix-huit à quarante ans » (« cultivés » signifierait ici ceux qui prenaient grand soin d'éviter d'être surpris).